# Kirkesangsreformen
Med kirkesangsreformen tænkes almindeligvis på reformen af menighedssangen i kirken i sidste halvdel af 1800-tallet og ind i 1900-tallet med Thomas Laub som den ledende kraft fra omkring århundredskiftet. Målet var at frigøre sangen i kirken, dels fra "den stive eller døde halvtone-koral", dels fra den romanceprægede meloditone, der siden Berggreen havde fundet indpas i kirkesangen.

## Den stive koral
Koral (la. "cantus choralis", korsang) betegner ud over den oprindelige kristne kirkes liturgiske sang også efter reformationen den protestantiske kirkes menighedssang. I begyndelsen havde melodierne været lette at synge for menigheden, da de ofte som kilder havde åndelige og verdslige sange med et folkeligt præg; menigheden sang enstemmigt i veksling med et flerstemmigt kor. Efter midten af 1600-tallet var der kommet orgelledsagelse, og en konsekvens var, at den tidligere mere livlige rytme stivnede i lige lange nodeværdier, og tempoet blev stadig langsommere.
"Den stive koral", "den døde koral", "den stive halvtone-koral" eller lignende udtryk har været anvendt for at karakterisere koralformen med lutter halvnoder i et "uudholdeligt langsomt tempo". Dette var situationen i de første årtier af 1800-tallet.

## Den romanceprægede meloditone
Nils Schiørring beskriver Weyse som den, der med koralbogen fra 1839 for den danske kirkesang både afsluttede epoken med den stive halvnode-koral og indledte en ny: ikke ved selv at være fornyer på dette punkt, men derved at Berggreen senere skaffede Weyses og Ingemanns Morgen- og Aftensange fra 1837/38 indpas i kirkesangen, så Weyse på den måde kom til at bane vej for den romanceprægede menighedssang, der med sine mere smidige melodier kunne tåle en harmonisk differentieret sats.
Berggreens koralbog fra 1853 forsøgte at slå bro mellem den stive koral, der var overtaget fra Schiørrings, Zincks og Weyses koralbøger og den løsslupne melodibenyttelse i Grundtvigs Vartov-menighed; her fejlede "livligheden" ikke noget, men Berggreen mente, det var gået ud over værdigheden, når man kunne bruge visemelodier fra tidens vaudeviller.
Med Rungs og Barnekows koralbøger fra henholdsvis 1857 og 1878 var romancen trængt yderligere ind i kirken. August Winding virkede i samme retning.

## Den kirkemusikalske reformbevægelse i begyndelsen af 1800-tallet
Med cæcilianisme betegner man en kirkemusikalsk reformbevægelse, som i begyndelsen af 1800-tallet trådte frem som en reaktion mod den symfonisk prægede kirkemusik med orkesterakkompagnement; man genoplivede musikalske værdier fra Palestrinatiden i 1500-tallet med gammelklassisk vokalpolyfoni.
I Tyskland havde blandt andre Carl von Winterfeld, Gottlieb von Tucher og Johannes Zahn arbejdet i samme retning, og de hørte til Laubs inspirationskilder.
Winterfeld havde udgivet en bog med titlen Der evangelische Kirchengesang (1843—47); Tuchers hovedværk Schatz des evangelischen Kirchengesangs im ersten Jahrhundert der Reformation kom 1848. 1840'erne kaldes med disse og andre udgivelser for det gyldne tiår for den protestantiske koralreform i Tyskland.
I Norge havde man en "salmesangsstrid" mellem Johan Diederich Behrens og Ludvig Mathias Lindeman efter Behrens udgivelse 1858 Om den lutherske salmesang.
I Danmark havde Rudolph Bay og Gebauer – Laubs lærer – ytret sig om behovet for reformer af sangen i kirken. Bay var kantor ved Holmens Kirke og skrev i bogen Om Kirkesangen i Danmark og Midlerne til dens Forbedring fra 1840:
| Citat                                 | Almuen synger af Naturen slet; de høiere Classer ikke meget bedre, og tage for størstedelen eiheller Deel i Sangen i Kirken, deels fordi de ansee Prædiken for den eneste væsentlige Deel af Gudstjenesten, deels af Undseelighed for at lade deres Stemme høre, og deels fordi det nu er gaaet af Moden og kaldes gammeldags, ligesom Bordbønner m. m., og endeligen, fordi de ei kiende Psalmemelodierne, og i det hele ansee Choraler for den allerkjedsommeligste og meest smagløse Musik. | Citat |
| Citeret fra Samfundet Dansk Kirkesang | |       |

Gebauer hørte i striden mellem de to fløje i salmesangen til strammerne, som ønskede de livlige, viseagtige melodier ud til fordel for mere enkle og højtidelige. Gebauer havde i en artikel "Om Menighedssangen" i Nationaltidende 1882 harceleret over de mange "profane Folkeviser, sentimentale Romancer, aandløse Dilettanrtkompositioner [...] der har udbredt sig som en Pest over Landet"
Henrik Rung havde i slutningen af 1830'erne været i Italien, hvor han studerede italiensk vokalmusik, og afskrev der en lang række ikke-udgivne værker fra den italienske renæssancemusik. I 1851 stiftede han kormusikforeningen Cæciliaforeningen, der især skulle opføre ældre, især italiensk, kirkemusik; den præsenterede dog også nye korværker.
I Cæciliaforeningen og dens Stifter fra 1901 har Carl Thrane en beskrivelse af situationen i 1840'erne:
| Citat                              | Med Musiksmagen i Fyrrerne for øje kan det ikke undre, at Kirkens gamle Koral begyndte at falde Meninghederne for Brystet. Man vilde synge, man vilde danse, man var vant til iørefaldende, velklingende Melodier. I Kirken kunde man ingen Vegne komme under den langsomme Bevægelse og de evige Fermater; var man endelig naaet til Midten, havde man glemt Begyndelsen og syntes ikke at have nogen Udsigt til at naa Enden. Saa foretrak man at tie fremfor at synge. Kun ikke Grundtvigs Menighed i Vartov Kirke, hvor den opdæmmede Flod gjennembrød de hæmmende Volde og tog frit Løb. | Citat |
| Citeret fra Hamburger, 1942, s. 30 | |       |

## Thomas Laubs reformbestræbelser
Laub havde blandt andet gennem Cæciliaforeningen fået kendskab til den gamle musik og med Henrik Rungs søn Frederik Rung forberedt en udgivelse Sangmusik fra det 17.og 18.århundrede, formentlig materiale fra Henrik Lunds Italiensrejse. Laub fik mulighed for selv at foretage en Italiens-rejse i begyndelsen af 1880'erne, og efter hjemkomsten fra en Tysklands-rejse, hvor han havde hørt de gamle melodier i brug, udgav han 1887 Om Kirkesangen, et programskrift om det musikalske reformarbejde.
1920 udkom bogen Musik og Kirke, der var en udvidet og revideret udgave af Om Kirkesangen og betragtes som Laubs litterære hovedværk om hvad ret kirkesang er og bør være; den satte sammen med hans melodiudgivelser en debat i gang, og der dannedes en bevægelse inden for dansk kirkesang, der arbejdede for at kirkesangen burde være tjenende, underordnet ordet og ikke i sig selv dominerende. Samfundet Dansk Kirkesamfund blev stiftet 1922 på Laubs 70-års dag med dette formål. "Den laubske bevægelse" slog imidlertid først rigtig igennem efter Laubs død i 1927.
Målet var således at genindføre det gamle protestantiske melodistof, at udskifte de stive koralers rytme med en mere levende rytmik og føre harmoniseringerne hen imod 1600-tallets kantionalstil. Laub bestræbte sig også på at komme den romantiske kirkesangs mest romanceprægede melodier til livs, blandt andet ved selv at komponere nye melodier til allerede indsungne tekster.
Kritik af Laubs "snæversyn"
I forbindelse med en genudgivelse 1978 af Laubs Musik og Kirke fra 1920, der var en udvidet og revideret udgave af hans tidligere skrift Om Kirkesangen fra 1887, omtaler Glahn i en indledning også nogle af de kritikpunkter, der er fremkommet af Laubs "snæversyn". Man opfordres til at se Musik og Kirke som et kampskrift betinget af tiden og Laubs personlige situation. Allerede 1929 havde Jens Peter Larsen stillet krav om en kritisk revision af Laubs redaktioner af en del ældre melodier. Dette afspejles blandt andet i samlingen 130 melodier der kom 1936 ved Larsen, Viderø og Wöldike og i den senere koralbog fra 1954/1973. Glahn tilslutter sig Erik Dals "konklusion" at der må ske en rimelig sigtning, "... hvorunder det kunstnerisk mindre værdifulde, det praktisk mindre brugelige, det i opfattelsen tidsbundne lempeligt skydes til side, medens det bedste og ægteste fastholdes med des større styrke og varme – samtidig med at stemmer, som det en overgang måske var nødvendigt at overhøre, atter får lov at klinge".